# Comuna Jupânești, Gorj
Jupânești este o comună în județul Gorj, Oltenia, România, formată din satele Boia, Jupânești (reședința), Pârâu Boia, Vidin și Vierșani.

## Demografie
Componența etnică a comunei Jupânești
     Români (94,71%)
     Alte etnii (0%)
     Necunoscută (5,29%)
Componența confesională a comunei Jupânești
     Ortodocși (93,91%)
     Alte religii (0,22%)
     Necunoscută (5,88%)
Conform recensământului efectuat în 2021, populația comunei Jupânești se ridică la 1.854 de locuitori, în scădere față de recensământul anterior din 2011, când fuseseră înregistrați 2.072 de locuitori. Majoritatea locuitorilor sunt români (94,71%), iar pentru 5,29% nu se cunoaște apartenența etnică. Din punct de vedere confesional, majoritatea locuitorilor sunt ortodocși (93,91%), iar pentru 5,88% nu se cunoaște apartenența confesională.

## Istorie
La sfârșitul secolului al XIX-lea, comuna făcea parte din plasa Gilort a județului Gorj și era alcătuită din satele Cula și Jupânești, cu o populație de 1085 de locuitori. În comună exista o școală mixtă frecventată de 36 de elevi (dintre care trei fete) și două biserici. La acea vreme, pe teritoriul actual al comunei, funcționau în aceiași plasă, comunele Vierișani și Pârâu Boia. Comuna Vierișani era alcătuită doar din satul de reședință cu același nume, având o populație de 767 de locuitori. În comună exista o școală mixtă și două biserici, iar comuna Pârâu Boia era alcătuită din cătunele Pârâu și Boia, cu o populație de 707 de locuitori, existând aici o școală mixtă frecventată de 40 de elevi și două biserici.
În 1925, se desființează comuna Pârâu Boia, și este inclusă în comuna Jupânești. Anuarul Socec consemnează comuna în plasa Bibești a aceluiași județ, cu o populație de 1622 de locuitori (în satele Jupânești, Pârâu-Boia, Vidin și Boziana), iar comuna Vierișani este consemnată în aceiași plasă, cu o populație de 1503 de locuitori (în satele Vierișani, Rogojina și Moțești).
În 1931, comuna Pârâu-Boia se reînființează, iar comuna Jupânești rămâne doar cu satele Boziana și Jupânești. După regruparea comunelor rurale și urbane, comuna Pârâu-Boia este consemnată cu satele Pârâu-Boia, Boia și Vidin, iar comuna Vierișani este consemnată cu satele Rogojina, Vierișani și Fotea de Vierișani.
În anul 1950, comunele au fost arondate raionului Târgu Jiu a regiunii Gorj, raion care doi ani mai târziu a fost arondat regiunii Craiova, și apoi (după 1960), regiunii Oltenia. Între timp, se desființează comunele Pârâu-Boia și Vierișani și sunt incluse în comuna Jupânești. De asemenea, în același an, satul Totea de Vierișani este transferat comunei Negreni.
În 1968, comuna a fost transferată la județul Gorj, în actuala structură. Tot atunci, satul Boziana este contopit cu satul Jupânești iar satul Rogojina este contopit cu satul Vierișani.

## Monumente istorice

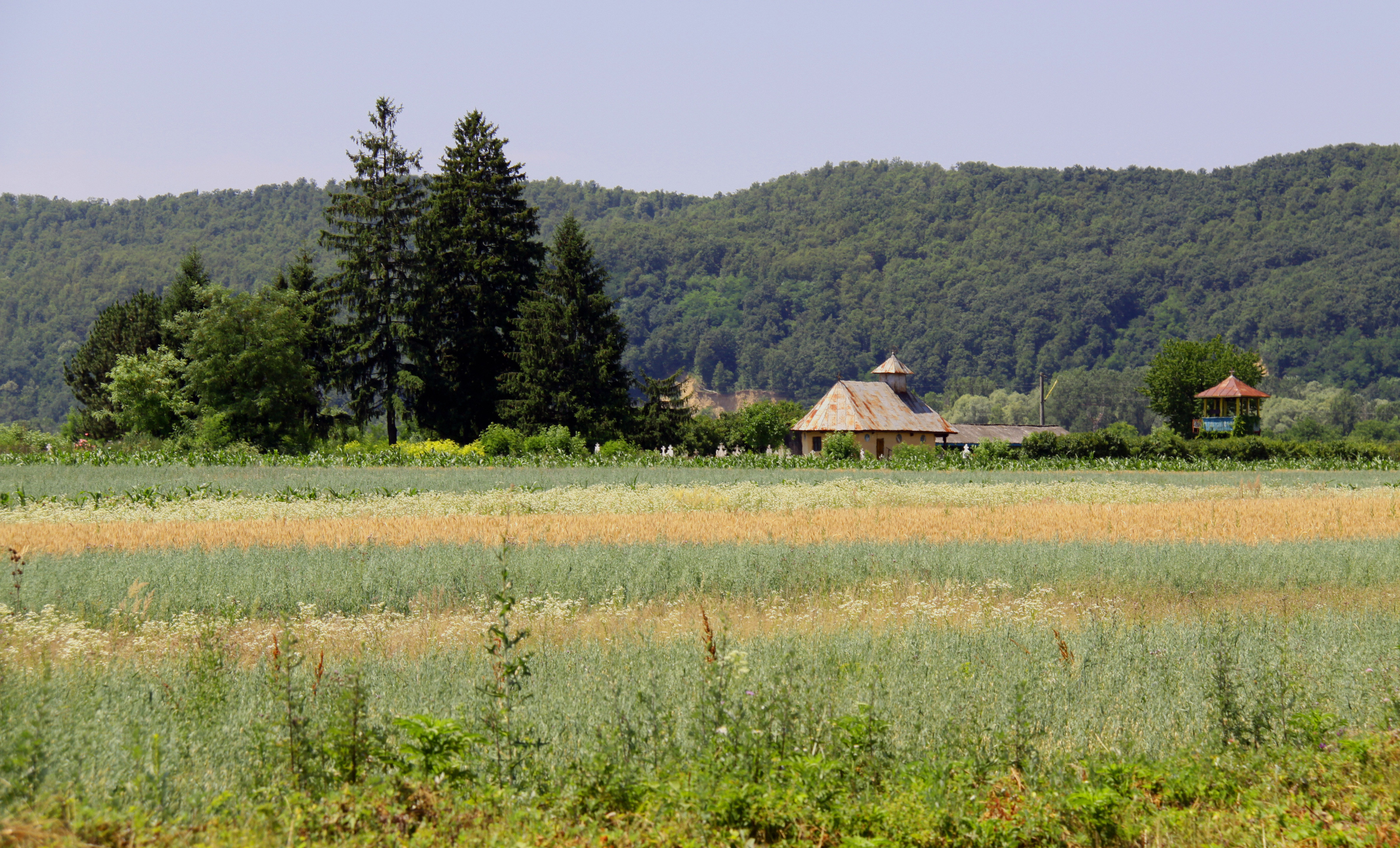
Panoramă asupra bisericii de lemn din Vidin, una dintre monumentele istorice de interes local din comuna Jupânești

Nouă monumente istorice din comuna Jupânești sunt incluse în lista monumentelor istorice din județul Gorj. Primele patru se găsesc în satul Vidin și anume, situl arheologic din sat și trei așezări (sec. XVIII, epoca dacică și epoca bronzului). Următoarele două se găsesc în satul Vierișani și constă în două așezări din epoca bronzului, cu datări din epoca bronzului (cultura verbicioara) precum și sec. II - I a. Chr., Latène.
Următoarea se găsește în satul Boia și este Biserica de lemn din Boia, care poartă hramul Sfântului Dumitru, cu datare din sec. XVIII, ref. 1816. Ultimele două monumente istorice din localitate, se găsesc tot în satele Vidin și Vierișani, și anume Biserica de lemn din Vidin, cu datare din anul 1812, și casa lui Dumitru Popescu, care datează din secolul al XIX-lea.

## Politică și administrație
Comuna Jupânești este administrată de un primar și un consiliu local compus din 11 consilieri. Primarul, Ion Gîrniceanu[*], de la Partidul Social Democrat, este în funcție din octombrie 2020. Începând cu alegerile locale din 2024, consiliul local are următoarea componență pe partide politice:
|  | Partid                     | Consilieri | Componența Consiliului | Componența Consiliului | Componența Consiliului | Componența Consiliului | Componența Consiliului | Componența Consiliului | Componența Consiliului |
|  | -------------------------- | ---------- | ---------------------- | ---------------------- | ---------------------- | ---------------------- | ---------------------- | ---------------------- | ---------------------- |
|  | Partidul Social Democrat   | 7          |                        |                        |                        |                        |                        |                        |                        |
|  | Partidul Puterii Umaniste  | 1          |                        |                        |                        |                        |                        |                        |                        |
|  | Uniunea Salvați România    | 1          |                        |                        |                        |                        |                        |                        |                        |
|  | Partidul Național Liberal  | 1          |                        |                        |                        |                        |                        |                        |                        |
|  | Partidul Mișcarea Populară | 1          |                        |                        |                        |                        |                        |                        |                        |